# Seznam památných stromů v okrese Kroměříž
Toto je seznam památných stromů v okrese Kroměříž, v němž jsou uvedeny památné stromy na území okresu Kroměříž.
| Název                                            | Obrázek                                          | Umístění                                                          | Druh                                                                                             | Obvod [v cm] | Kód wikidata      | Galerie                                                              | Poznámka |
| ------------------------------------------------ | ------------------------------------------------ | ----------------------------------------------------------------- | ------------------------------------------------------------------------------------------------ | --- | ----------------- | -------------------------------------------------------------------- | --- |
| Lípy kolem kostela                               |                                                  | Břest 49°21′1″ s. š., 17°26′29″ v. d.                             | lípa malolistá (17)                                                                              | & Chyba ve výrazu: Neočekávaný operátor / Chyba ve výrazu: Neočekávaný operátor / Chyba ve výrazu: Neočekávaný operátor / Chyba ve výrazu: Neočekávaný operátor / Chyba ve výrazu: Neočekávaný operátor / Chyba ve výrazu: Neočekávaný operátor / Chyba ve výrazu: Neočekávaný operátor / Chyba ve výrazu: Neočekávaný operátor / Chyba ve výrazu: Neočekávaný operátor / Chyba ve výrazu: Neočekávaný operátor / Chyba ve výrazu: Neočekávaný operátor / Chyba ve výrazu: Neočekávaný operátor / Chyba ve výrazu: Neočekávaný operátor / Chyba ve výrazu: Neočekávaný operátor / Chyba ve výrazu: Neočekávaný operátor / -1.0000-0 | 100844 Q26783298  |                                                                      | Kolem zídky kostela |
| Dub pod Dubíčkem                                 | Dub pod Dubíčkem                                 | Bystřice pod Hostýnem 49°24′28″ s. š., 17°40′35″ v. d.            | dub letní                                                                                        | 383 | 100816 Q26786032  | Kategorie „Dub pod Dubíčkem“ na Wikimedia Commons                    | 300 m severně od okraje Bystřice, na jižním okraji lesního porostu Dubíček |
| Jilm u trati                                     | Jilm u trati                                     | Bystřice pod Hostýnem 49°23′41″ s. š., 17°39′59″ v. d.            | jilm vaz                                                                                         | 312 | 100824 Q26786061  | Kategorie „Jilm u trati“ na Wikimedia Commons                        | U starého autobusového nádraží, v blízkosti křížení železniční vlečky s Mlýnskou ulicí |
| Jilm v zámeckém parku †                          |                                                  | Bystřice pod Hostýnem                                             | jilm horský                                                                                      | 575 | 104424 Q74835867  |                                                                      | V zámeckém parku - strom uschl po napadení grafiozou v roce 1984 |
| Jírovec v zámeckém parku †                       |                                                  | Bystřice pod Hostýnem                                             | jírovec maďal                                                                                    | 477 | 104423 Q74835733  |                                                                      | V zámeckém parku, u jezírka strom pokácen jako suchý v roce 1985 |
| Katalpy na Schwaigrově náměstí                   | Katalpy na Schwaigrově náměstí                   | Bystřice pod Hostýnem 49°23′49″ s. š., 17°40′20″ v. d.            | katalpa trubačovitá (2)                                                                          | & Chyba ve výrazu: Neočekávaný operátor / Chyba ve výrazu: Neočekávaný operátor / Chyba ve výrazu: Neočekávaný operátor / Chyba ve výrazu: Neočekávaný operátor / Chyba ve výrazu: Neočekávaný operátor / Chyba ve výrazu: Neočekávaný operátor / Chyba ve výrazu: Neočekávaný operátor / Chyba ve výrazu: Neočekávaný operátor / Chyba ve výrazu: Neočekávaný operátor / Chyba ve výrazu: Neočekávaný operátor / Chyba ve výrazu: Neočekávaný operátor / Chyba ve výrazu: Neočekávaný operátor / Chyba ve výrazu: Neočekávaný operátor / Chyba ve výrazu: Neočekávaný operátor / Chyba ve výrazu: Neočekávaný operátor / -1.0000-0 | 105693 Q26783297  | Kategorie „Katalpy na Schwaigrově náměstí“ na Wikimedia Commons      | Ve střední části města v parku na Schwaigrově náměstí |
| Olše na Kamenci                                  | Olše na Kamenci                                  | Bystřice pod Hostýnem 49°23′57″ s. š., 17°40′37″ v. d.            | olše lepkavá                                                                                     | 272 | 100820 Q26786048  |                                                                      | Na nábřeží toku Bystřičky, ve střední části města |
| Osika v zámeckém parku                           |                                                  | Bystřice pod Hostýnem 49°24′8″ s. š., 17°40′26″ v. d.             | topol bílý                                                                                       | 460 | 100871 Q26786155  |                                                                      | V zámeckém parku vlevo od rybníčku; populus alba?, uvedena jako Populus tremula?; evidenční štítek č. 306(2001)                                                                                   |
| Platan u průmyslové školy                        | Platan u průmyslové školy                        | Bystřice pod Hostýnem 49°23′55″ s. š., 17°39′50″ v. d.            | platan javorolistý                                                                               | 403 | 100819 Q26786043  | Kategorie „Platan u průmyslové školy“ na Wikimedia Commons           | Na travnatém pruhu u komunikace Bystřice-Holešov |
| Platanová alej u zámku                           | Platanová alej u zámku                           | Bystřice pod Hostýnem 49°24′3″ s. š., 17°40′12″ v. d.             | javor mléč (3) jasan ztepilý (5) platan javorolistý (17) lípa malolistá (2)                      | & Chyba ve výrazu: Neočekávaný operátor / Chyba ve výrazu: Neočekávaný operátor / Chyba ve výrazu: Neočekávaný operátor / Chyba ve výrazu: Neočekávaný operátor / Chyba ve výrazu: Neočekávaný operátor / Chyba ve výrazu: Neočekávaný operátor / Chyba ve výrazu: Neočekávaný operátor / Chyba ve výrazu: Neočekávaný operátor / Chyba ve výrazu: Neočekávaný operátor / Chyba ve výrazu: Neočekávaný operátor / Chyba ve výrazu: Neočekávaný operátor / Chyba ve výrazu: Neočekávaný operátor / Chyba ve výrazu: Neočekávaný operátor / Chyba ve výrazu: Neočekávaný operátor / Chyba ve výrazu: Neočekávaný operátor / -1.0000-0 | 100845 Q26791057  | Kategorie „Platanová alej u zámku“ na Wikimedia Commons              | Podél říčky Bystřičky a silnice od zámku k mostu; obvod kmenů od 250 cm do 340 cm |
| Regerova hrušeň pod Bártovcem                    | Regerova hrušeň pod Bártovcem                    | Bystřice pod Hostýnem 49°23′45″ s. š., 17°38′59″ v. d.            | hrušeň obecná                                                                                    | 248 | 100817 Q26786036  | Kategorie „Regerova hrušeň pod Bártovcem“ na Wikimedia Commons       | V polích 400 m severozápadně od silnice Bystřice pod Hostýnem-Bílavsko, 1,75 km před západním okrajem Bystřice                                                                                    |
| Šácholan zašpičatělý                             |                                                  | Bystřice pod Hostýnem 49°24′5″ s. š., 17°40′19″ v. d.             | šácholan přišpičatělý                                                                            | 234 | 100834 Q26786092  |                                                                      | V jihovýchodní části zámeckého parku |
| Tis červený                                      |                                                  | Bystřice pod Hostýnem 49°24′12″ s. š., 17°40′27″ v. d.            | tis červený                                                                                      | & Chyba ve výrazu: Neočekávaný operátor / Chyba ve výrazu: Neočekávaný operátor / Chyba ve výrazu: Neočekávaný operátor / Chyba ve výrazu: Neočekávaný operátor / Chyba ve výrazu: Neočekávaný operátor / Chyba ve výrazu: Neočekávaný operátor / Chyba ve výrazu: Neočekávaný operátor / Chyba ve výrazu: Neočekávaný operátor / Chyba ve výrazu: Neočekávaný operátor / Chyba ve výrazu: Neočekávaný operátor / Chyba ve výrazu: Neočekávaný operátor / Chyba ve výrazu: Neočekávaný operátor / Chyba ve výrazu: Neočekávaný operátor / Chyba ve výrazu: Neočekávaný operátor / Chyba ve výrazu: Neočekávaný operátor / -1.0000-0 | 100833 Q26786090  |                                                                      | V severozápadní části zámeckého parku |
| Cvrčovická planá hrušeň                          |                                                  | Cvrčovice u Zdounek 49°13′45″ s. š., 17°20′11″ v. d.              | hrušeň obecná                                                                                    | 360 | 100870 Q26786153  |                                                                      | Severně od obce na mezi v poli mezi ovocnými stromy a keři |
| Lípa na Pomezí                                   | Lípa na Pomezí                                   | Dobrotice 49°20′30″ s. š., 17°36′7″ v. d.                         | lípa malolistá                                                                                   | 455 | 100823 Q26786058  |                                                                      | V obci na travnatém pásu u silnice z Holešova do Bystřice pod Hostýnem |
| Planá hrušeň na hradisku                         | Planá hrušeň na hradisku                         | Dobrotice 49°20′43″ s. š., 17°36′4″ v. d.                         | hrušeň planá                                                                                     | 310 | 100826 Q26786067  |                                                                      | Na valech bývalého hradiska, severozápadně od obce Dobrotice – místní části Holešova |
| Červený buk v zámeckém parku †                   |                                                  | Holešov 49°19′59″ s. š., 17°34′57″ v. d.                          | buk lesní červenolistý                                                                           | 520 | 100869 Q26786148  |                                                                      | V zámeckém parku u zámecké budovy. Strom byl pokácen v březnu 2017. |
| Jasan na židovském hřbitově †                    |                                                  | Holešov                                                           | jasan ztepilý                                                                                    | 450 | 104422            |                                                                      | Za židovskou modlitebnou - strom vyvrácen při vichřici dne 4. 8. 2001 |
| Masarykův jasan v Americkém parku                |                                                  | Holešov 49°19′46″ s. š., 17°35′16″ v. d.                          | jasan ztepilý                                                                                    | 315 | 106271 Q73601890  |                                                                      | Vysazen Okrašlovacím spolkem v Holešově ve Wilsonových sadech (dnes Americký park) dne 13.4.1919 u příležitosti "stromkové slavnosti"                                                             |
| Turecká líska ve Smetanových sadech              |                                                  | Holešov 49°19′50″ s. š., 17°34′47″ v. d.                          | líska turecká                                                                                    | 295 | 100868 Q26786145  |                                                                      | Ve Smetanových sadech, náměstí u školy |
| Dvě jírovcové aleje od zámku k lesu a ke Svárovu | Dvě jírovcové aleje od zámku k lesu a ke Svárovu | Hoštice u Litenčic 49°12′30″ s. š., 17°14′15″ v. d.               | jírovec maďal (332)                                                                              | & Chyba ve výrazu: Neočekávaný operátor / Chyba ve výrazu: Neočekávaný operátor / Chyba ve výrazu: Neočekávaný operátor / Chyba ve výrazu: Neočekávaný operátor / Chyba ve výrazu: Neočekávaný operátor / Chyba ve výrazu: Neočekávaný operátor / Chyba ve výrazu: Neočekávaný operátor / Chyba ve výrazu: Neočekávaný operátor / Chyba ve výrazu: Neočekávaný operátor / Chyba ve výrazu: Neočekávaný operátor / Chyba ve výrazu: Neočekávaný operátor / Chyba ve výrazu: Neočekávaný operátor / Chyba ve výrazu: Neočekávaný operátor / Chyba ve výrazu: Neočekávaný operátor / Chyba ve výrazu: Neočekávaný operátor / -1.0000-0 | 100842 Q26791032  |                                                                      | Aleje podél dvou cest od zámku k lesu a ke dvoru Svárov; část jasany a ořešáky |
| Torzo jilmu v zámeckém parku †                   |                                                  | Hoštice u Litenčic                                                | jilm habrolistý                                                                                  | 740 | 104421            |                                                                      | V rohu zámeckého parku, u branky |
| Buk na náměstí †                                 | Buk na náměstí                                   | Hulín 49°18′59″ s. š., 17°27′57″ v. d.                            | buk lesní                                                                                        | 291 | 100812 Q26786021  |                                                                      | Na náměstí Míru v Hulíně. Ochrana zrušena 13. května 2023 |
| Dub v Kostelní ulici                             | Dub v Kostelní ulici                             | Hulín 49°18′42″ s. š., 17°28′2″ v. d.                             | dub letní                                                                                        | 391 | 100813 Q26786024  |                                                                      | Na konci Kostelní ulice |
| Pitnerův dub                                     | Pitnerův dub                                     | Hulín 49°19′8″ s. š., 17°27′41″ v. d.                             | dub letní                                                                                        | 317 | 106464            |                                                                      | Roste v zahradě domu č. p. 1299 na křižovatce ulic U Sv. Anny, Komenského (I/55) a Skaštická na severozápadním okraji zastavěné části města, dub je dominantou při příjezdu do Hulína od Přerova. |
| Platany na hřbitově                              |                                                  | Chropyně 49°21′35″ s. š., 17°21′56″ v. d.                         | platan javorolistý (6)                                                                           | & Chyba ve výrazu: Neočekávaný operátor / Chyba ve výrazu: Neočekávaný operátor / Chyba ve výrazu: Neočekávaný operátor / Chyba ve výrazu: Neočekávaný operátor / Chyba ve výrazu: Neočekávaný operátor / Chyba ve výrazu: Neočekávaný operátor / Chyba ve výrazu: Neočekávaný operátor / Chyba ve výrazu: Neočekávaný operátor / Chyba ve výrazu: Neočekávaný operátor / Chyba ve výrazu: Neočekávaný operátor / Chyba ve výrazu: Neočekávaný operátor / Chyba ve výrazu: Neočekávaný operátor / Chyba ve výrazu: Neočekávaný operátor / Chyba ve výrazu: Neočekávaný operátor / Chyba ve výrazu: Neočekávaný operátor / -1.0000-0 | 100848 Q26783299  |                                                                      | Na hřbitově v urnovém háji |
| Smrk                                             |                                                  | Chropyně 49°21′17″ s. š., 17°21′49″ v. d.                         | smrk ztepilý                                                                                     | 172 | 100828 Q26786072  |                                                                      | u zahradkářské kolonie |
| Dub pod Valaškou                                 |                                                  | Chvalčov 49°22′21″ s. š., 17°44′8″ v. d.                          | dub zimní                                                                                        | 485 | 100867 Q26786141  |                                                                      | Vpravo od silnice z Chvalčova na Tesák, pod osadou Valaška |
| Hostýnské stromy                                 |                                                  | Chvalčov, Slavkov pod Hostýnem 49°22′40″ s. š., 17°41′51″ v. d.   | buk lesní (4) javor mléč (1) javor klen (4) jasan ztepilý (1) lípa obecná (1) lípa malolistá (3) | & Chyba ve výrazu: Neočekávaný operátor / Chyba ve výrazu: Neočekávaný operátor / Chyba ve výrazu: Neočekávaný operátor / Chyba ve výrazu: Neočekávaný operátor / Chyba ve výrazu: Neočekávaný operátor / Chyba ve výrazu: Neočekávaný operátor / Chyba ve výrazu: Neočekávaný operátor / Chyba ve výrazu: Neočekávaný operátor / Chyba ve výrazu: Neočekávaný operátor / Chyba ve výrazu: Neočekávaný operátor / Chyba ve výrazu: Neočekávaný operátor / Chyba ve výrazu: Neočekávaný operátor / Chyba ve výrazu: Neočekávaný operátor / Chyba ve výrazu: Neočekávaný operátor / Chyba ve výrazu: Neočekávaný operátor / -1.0000-0 | 100841 Q26783296  |                                                                      | Areál temene Hostýna |
| Lipová alej v Komárně                            |                                                  | Komárno 49°26′2″ s. š., 17°46′30″ v. d.                           | lípa malolistá (30)                                                                              | & Chyba ve výrazu: Neočekávaný operátor / Chyba ve výrazu: Neočekávaný operátor / Chyba ve výrazu: Neočekávaný operátor / Chyba ve výrazu: Neočekávaný operátor / Chyba ve výrazu: Neočekávaný operátor / Chyba ve výrazu: Neočekávaný operátor / Chyba ve výrazu: Neočekávaný operátor / Chyba ve výrazu: Neočekávaný operátor / Chyba ve výrazu: Neočekávaný operátor / Chyba ve výrazu: Neočekávaný operátor / Chyba ve výrazu: Neočekávaný operátor / Chyba ve výrazu: Neočekávaný operátor / Chyba ve výrazu: Neočekávaný operátor / Chyba ve výrazu: Neočekávaný operátor / Chyba ve výrazu: Neočekávaný operátor / -1.0000-0 | 100840 Q26791002  |                                                                      | Podél silnice od mostu v Komárně směrem na Osíčko; v r. 2007 na pravé straně 1 lípa skácena – zrušovací rozhodnutí nedoručeno                                                                     |
| Akát v Koryčanech †                              |                                                  | Koryčany                                                          | trnovník akát                                                                                    | 405 | 104420 Q134966897 |                                                                      | V parčíku za budovou zámečku v Koryčanech |
| Lipky na Floriánku                               |                                                  | Koryčany 49°6′32″ s. š., 17°9′33″ v. d.                           | lípa malolistá (3)                                                                               | & Chyba ve výrazu: Neočekávaný operátor / Chyba ve výrazu: Neočekávaný operátor / Chyba ve výrazu: Neočekávaný operátor / Chyba ve výrazu: Neočekávaný operátor / Chyba ve výrazu: Neočekávaný operátor / Chyba ve výrazu: Neočekávaný operátor / Chyba ve výrazu: Neočekávaný operátor / Chyba ve výrazu: Neočekávaný operátor / Chyba ve výrazu: Neočekávaný operátor / Chyba ve výrazu: Neočekávaný operátor / Chyba ve výrazu: Neočekávaný operátor / Chyba ve výrazu: Neočekávaný operátor / Chyba ve výrazu: Neočekávaný operátor / Chyba ve výrazu: Neočekávaný operátor / Chyba ve výrazu: Neočekávaný operátor / -1.0000-0 | 100839 Q26783300  |                                                                      | U kapličky sv. Floriana na kopci nad městem; obvod kmenů 205 cm, 215 cm, 230 cm |
| Tis v zámeckém parku                             | Tis červeny, zámecký park Koryčany               | Koryčany 49°6′14″ s. š., 17°9′46″ v. d.                           | tis červený                                                                                      | 156 | 100866 Q26786138  |                                                                      | U vchodu do zámeckého parku |
| Král lesa                                        |                                                  | Kostelec u Holešova 49°23′45″ s. š., 17°32′45″ v. d.              | dub letní                                                                                        | 496 | 105472 Q26790054  |                                                                      | V lesním porostu severně od Zámečku v lokalitě "Hvězda" |
| Boháčův hloh †                                   | Boháčův hloch                                    | Kroměříž 49°16′55″ s. š., 17°24′22″ v. d.                         | hloh jednosemenný                                                                                | 170 | 100865 Q26786134  |                                                                      | U rodinného domu v místní části Kotojedy. V roce 2018 už na satelitních snímcích chybí. |
| Liliovník v Podzámecké zahradě                   | Liliovník v Podzámecké zahradě                   | Kroměříž 49°18′7″ s. š., 17°23′44″ v. d.                          | liliovník tulipánokvětý                                                                          | 510 | 100864 Q26786131  | Kategorie „Památné stromy v Podzámecké zahradě“ na Wikimedia Commons | V Podzámecké zahradě blízko Chotkova rybníka a skupiny platanů |
| Platan v Podzámecké zahradě                      |                                                  | Kroměříž 49°18′24″ s. š., 17°23′25″ v. d.                         | platan javorolistý                                                                               | 510 | 100863 Q26786128  | Kategorie „Památné stromy v Podzámecké zahradě“ na Wikimedia Commons | Na louce v zadní části Podzámecké zahrady; po vichřici v srpnu 2001 silně poškozen (třetina stromu pryč)                                                                                          |
| Tis v Podzámecké zahradě                         | Tis v Podzámecké zahradě                         | Kroměříž 49°18′17″ s. š., 17°23′44″ v. d.                         | tis červený                                                                                      | 270 | 100862 Q26786125  | Kategorie „Památné stromy v Podzámecké zahradě“ na Wikimedia Commons | V Podzámecké zahradě před Pompejskou kolonádou |
| Purkyňova alej †                                 |                                                  | Kroměříž 49°17′38″ s. š., 17°23′17″ v. d.                         | lípa velkolistá (9) topol šedavý (1) jírovec maďal (5) lípa malolistá (1)                        | & Chyba ve výrazu: Neočekávaný operátor / Chyba ve výrazu: Neočekávaný operátor / Chyba ve výrazu: Neočekávaný operátor / Chyba ve výrazu: Neočekávaný operátor / Chyba ve výrazu: Neočekávaný operátor / Chyba ve výrazu: Neočekávaný operátor / Chyba ve výrazu: Neočekávaný operátor / Chyba ve výrazu: Neočekávaný operátor / Chyba ve výrazu: Neočekávaný operátor / Chyba ve výrazu: Neočekávaný operátor / Chyba ve výrazu: Neočekávaný operátor / Chyba ve výrazu: Neočekávaný operátor / Chyba ve výrazu: Neočekávaný operátor / Chyba ve výrazu: Neočekávaný operátor / Chyba ve výrazu: Neočekávaný operátor / -1.0000-0 | 104637            |                                                                      | podél objektu kasáren a proti budově Střediska sociálních služeb v ulici Purkyňově v Kroměříži, zrušeno 03.03.2006                                                                                |
| Dub u cukrovaru                                  | Dub u cukrovaru                                  | Kvasice 49°14′41″ s. š., 17°27′52″ v. d.                          | dub letní                                                                                        | 412 | 100831 Q26786084  |                                                                      | V areálu Proskovcovy vily a starého cukrovaru v Kvasicích |
| Dub v Kvasicích                                  | Dub v Kvasicích                                  | Kvasice 49°14′39″ s. š., 17°28′ v. d.                             | dub letní                                                                                        | 380 | 100829 Q26786078  |                                                                      | U silnice na Kroměříž, poblíž odbočky k Proskovcovu parku |
| Hloh v polní trati "Amerika" †                   |                                                  | Kvasice                                                           | hloh jednosemenný                                                                                | 214 | 104419            |                                                                      | U polní cesty za řekou Moravou; zničen počátkem 80. let |
| Jasanová alej za býv. mostem                     | Jilm u trati                                     | Kvasice 49°14′41″ s. š., 17°28′53″ v. d.                          | javor mléč (2) javor klen (11) jasan ztepilý (105) lípa malolistá (21)                           | & Chyba ve výrazu: Neočekávaný operátor / Chyba ve výrazu: Neočekávaný operátor / Chyba ve výrazu: Neočekávaný operátor / Chyba ve výrazu: Neočekávaný operátor / Chyba ve výrazu: Neočekávaný operátor / Chyba ve výrazu: Neočekávaný operátor / Chyba ve výrazu: Neočekávaný operátor / Chyba ve výrazu: Neočekávaný operátor / Chyba ve výrazu: Neočekávaný operátor / Chyba ve výrazu: Neočekávaný operátor / Chyba ve výrazu: Neočekávaný operátor / Chyba ve výrazu: Neočekávaný operátor / Chyba ve výrazu: Neočekávaný operátor / Chyba ve výrazu: Neočekávaný operátor / Chyba ve výrazu: Neočekávaný operátor / -1.0000-0 | 100838 Q26790983  |                                                                      | U staré silnice na Tlumačov za bývalým mostem v Kvasicích |
| Lipo-jírovcová alej podél silnice k Novému dvoru | Lipo-jírovcová alej podél silnice k Novému dvoru | Kvasice 49°14′54″ s. š., 17°28′30″ v. d.                          | lípa malolistá () lípa velkolistá (20) jírovec maďal (50)                                        | & Chyba ve výrazu: Neočekávaný operátor / Chyba ve výrazu: Neočekávaný operátor / Chyba ve výrazu: Neočekávaný operátor / Chyba ve výrazu: Neočekávaný operátor / Chyba ve výrazu: Neočekávaný operátor / Chyba ve výrazu: Neočekávaný operátor / Chyba ve výrazu: Neočekávaný operátor / Chyba ve výrazu: Neočekávaný operátor / Chyba ve výrazu: Neočekávaný operátor / Chyba ve výrazu: Neočekávaný operátor / Chyba ve výrazu: Neočekávaný operátor / Chyba ve výrazu: Neočekávaný operátor / Chyba ve výrazu: Neočekávaný operátor / Chyba ve výrazu: Neočekávaný operátor / Chyba ve výrazu: Neočekávaný operátor / -1.0000-0 | 100837 Q26790981  |                                                                      | Podél silnice z Kvasic k Novému dvoru |
| Lipová alej podél hřiště a koupaliště            | Lipová alej podél hřiště a koupaliště            | Kvasice 49°13′51″ s. š., 17°28′23″ v. d.                          | lípa malolistá (68)                                                                              | & Chyba ve výrazu: Neočekávaný operátor / Chyba ve výrazu: Neočekávaný operátor / Chyba ve výrazu: Neočekávaný operátor / Chyba ve výrazu: Neočekávaný operátor / Chyba ve výrazu: Neočekávaný operátor / Chyba ve výrazu: Neočekávaný operátor / Chyba ve výrazu: Neočekávaný operátor / Chyba ve výrazu: Neočekávaný operátor / Chyba ve výrazu: Neočekávaný operátor / Chyba ve výrazu: Neočekávaný operátor / Chyba ve výrazu: Neočekávaný operátor / Chyba ve výrazu: Neočekávaný operátor / Chyba ve výrazu: Neočekávaný operátor / Chyba ve výrazu: Neočekávaný operátor / Chyba ve výrazu: Neočekávaný operátor / -1.0000-0 | 100836 Q26790982  |                                                                      | V parkové části s fotbalovým hřištěm a koupalištěm vlevo od silnice směrem na Tlumačov |
| Ořešák v Kvasicích                               |                                                  | Kvasice 49°14′41″ s. š., 17°28′19″ v. d.                          | ořešák černý                                                                                     | 611 | 100861 Q12043432  | Kategorie „Jilm u trati“ na Wikimedia Commons                        | V zámeckém parku v Kvasicích. V roce 2017 ořešák získal titul Strom roku 2017. |
| Dub Na Záhonkách                                 | Dub Na Záhonkách                                 | Libosváry u Bystřice pod Hostýnem 49°25′40″ s. š., 17°43′3″ v. d. | dub letní                                                                                        | 446 | 100825 Q26786065  |                                                                      | U silnice Loukov-Libosváry, cca 700 m severozápadně od Loukova a 500 m jihovýchodně od Libosvár; asi hraniční strom                                                                               |
| Jasan v parku                                    | Litenčický jasan                                 | Litenčice 49°12′3″ s. š., 17°12′17″ v. d.                         | jasan ztepilý                                                                                    | 660 | 100860 Q12033658  | Kategorie „Litenčický jasan“ na Wikimedia Commons                    | V zámeckém parku v Litenčicích Druh (jasan ztepilý) udaný ve vyhlašovací dokumentaci je chybný, ve skutečnosti se jedná o jasan úzkolistý.                                                        |
| Jilm drsný †                                     |                                                  | Litenčice 49°12′14″ s. š., 17°12′22″ v. d.                        | jilm horský                                                                                      | 297 | 100835            |                                                                      | U kostela sv. Petra a Pavla |
| Široký dub †                                     |                                                  | Lubná u Kroměříže                                                 | dub zimní                                                                                        | 485 | 104418            |                                                                      | Soliter na mýtině v lesním odd. 17 a 3; vyvrácen při vichřici v lednu 1981; dokumentace se nedochovala                                                                                            |
| Lípa u Měrůtek †                                 |                                                  | Lutopecny                                                         | lípa malolistá                                                                                   | 480 | 104417            |                                                                      | Po pravé straně silnice z Lutopecen na Zlobice před odbočením do Měrůtek, vedle kříže s letopočtem 1901; zničena počátkem 80. let                                                                 |
| Tis v Morkovicích                                | Tis v Morkovicích (2018)                         | Morkovice 49°14′51″ s. š., 17°12′33″ v. d.                        | tis červený                                                                                      | 174 | 100843 Q26786096  |                                                                      | V zahradě – bývalý areál letního kina |
| Morušovník bílý v Morkovicích                    |                                                  | Morkovice-Slížany 49°14′53″ s. š., 17°12′37″ v. d.                | morušovník bílý                                                                                  | 317 | 106542            |                                                                      | V areálu letního kina. |
| Jeřáb oskeruše                                   |                                                  | Nítkovice 49°12′34″ s. š., 17°8′53″ v. d.                         | jeřáb oskeruše                                                                                   | 303 | 100832 Q26786087  |                                                                      | V mírném svahu u cesty v lokalitě zvané Kozojedsko |
| Hrušeň pod Javorníkem                            |                                                  | Podhradní Lhota 49°24′59″ s. š., 17°46′48″ v. d.                  | hrušeň planá                                                                                     | 340 | 100814 Q26786028  |                                                                      | Na severovýchodním úpatí Kelčského Javorníku, cca 1000 m jihozápadně od obce Podhradní Lhota |
| Sedláčkovy jasany                                |                                                  | Pravčice 49°19′30″ s. š., 17°30′11″ v. d.                         | Jasan ztepilý (2)                                                                                | & Chyba ve výrazu: Neočekávaný operátor / Chyba ve výrazu: Neočekávaný operátor / Chyba ve výrazu: Neočekávaný operátor / Chyba ve výrazu: Neočekávaný operátor / Chyba ve výrazu: Neočekávaný operátor / Chyba ve výrazu: Neočekávaný operátor / Chyba ve výrazu: Neočekávaný operátor / Chyba ve výrazu: Neočekávaný operátor / Chyba ve výrazu: Neočekávaný operátor / Chyba ve výrazu: Neočekávaný operátor / Chyba ve výrazu: Neočekávaný operátor / Chyba ve výrazu: Neočekávaný operátor / Chyba ve výrazu: Neočekávaný operátor / Chyba ve výrazu: Neočekávaný operátor / Chyba ve výrazu: Neočekávaný operátor / -1.0000-0 | 106412            |                                                                      | U stodoly, mezi ovocnými zahradami na jihovýchodním okraji obce |
| Planá hrušeň †                                   |                                                  | Pravčice                                                          | hrušeň obecná                                                                                    | 300 | 104416            |                                                                      | V zahradě u poštovního úřadu |
| Buk u kostela †                                  |                                                  | Prusinovice                                                       | buk lesní červenolistý                                                                           | 318 | 104415            |                                                                      | V zahradě u kostela |
| Jinan dvoulaločný v zámeckém parku Přílepy       |                                                  | Přílepy 49°19′15″ s. š., 17°36′45″ v. d.                          | jinan dvoulaločný                                                                                | 515 | 106436            |                                                                      | V zámeckém parku Přílepy |
| Farní lipová alej v Rajnochovicích               |                                                  | Rajnochovice 49°24′44″ s. š., 17°49′ v. d.                        | lípa (15)                                                                                        | & Chyba ve výrazu: Neočekávaný operátor / Chyba ve výrazu: Neočekávaný operátor / Chyba ve výrazu: Neočekávaný operátor / Chyba ve výrazu: Neočekávaný operátor / Chyba ve výrazu: Neočekávaný operátor / Chyba ve výrazu: Neočekávaný operátor / Chyba ve výrazu: Neočekávaný operátor / Chyba ve výrazu: Neočekávaný operátor / Chyba ve výrazu: Neočekávaný operátor / Chyba ve výrazu: Neočekávaný operátor / Chyba ve výrazu: Neočekávaný operátor / Chyba ve výrazu: Neočekávaný operátor / Chyba ve výrazu: Neočekávaný operátor / Chyba ve výrazu: Neočekávaný operátor / Chyba ve výrazu: Neočekávaný operátor / -1.0000-0 | 105400 Q26790868  |                                                                      | V obci u příjezdové komunikace ke kostelu Narození Panny Marie a sv. Anny |
| Jedle pod Čerňavou                               |                                                  | Rajnochovice 49°22′54″ s. š., 17°47′9″ v. d.                      | jedle bělokorá                                                                                   | 336 | 100849 Q26786099  |                                                                      | Součást lesního porostu; ve svahu cca 10 m vlevo od lesní cesty z Tesáku do Rajchovic a cca 200 m od Theodorova pramene směrem k Rajnochovicům                                                    |
| Smrk pod Sochovou                                |                                                  | Rajnochovice 49°23′10″ s. š., 17°47′55″ v. d.                     | smrk ztepilý                                                                                     | 326 | 100818 Q26786039  |                                                                      | Na severní hranici přírodní rezervace Sochová |
| Lípa U Poklony                                   |                                                  | Roštění 49°21′37″ s. š., 17°32′30″ v. d.                          | lípa malolistá                                                                                   | 280 | 105838 Q26790413  |                                                                      | Na jižním okraji obce v polích U Poklony |
| Lípa u Roštína                                   |                                                  | Roštín 49°10′44″ s. š., 17°17′10″ v. d.                           | lípa malolistá                                                                                   | 560 | 100830 Q26786081  | Kategorie „Lípa u Roštína“ na Wikimedia Commons                      | Jižně od Roštína směrem na Chřiby |
| Jedle pod Bukovinou                              | Jedle pod Bukovinou                              | Rusava 49°21′54″ s. š., 17°42′23″ v. d.                           | jedle bělokorá                                                                                   | 230 | 100827 Q26786071  | Kategorie „Jedle pod Bukovinou“ na Wikimedia Commons                 | V lese severně od obce Rusava u potoka, 410 m západně od kóty Skalný a 950 m východně od vrcholu Bukoviny                                                                                         |
| Dub u Wolfova splávku                            | Dub letní u Wolfova splávku                      | Skaštice 49°19′50″ s. š., 17°24′18″ v. d.                         | dub letní                                                                                        | 346 | 105290 Q26789769  |                                                                      | CCa 800 m západně od obce, na břehu Wolfova splávku, je součástí břehového porostu mezi plochami orné půdy                                                                                        |
| Lípa u Skaštic                                   | Lípa velkolistá                                  | Skaštice 49°19′39″ s. š., 17°25′14″ v. d.                         | lípa velkolistá                                                                                  | 240 | 105289 Q26789768  |                                                                      | Jižně od obce pod areálem ZD, u sochy Panny Marie z r. 1885 |
| Jilmy pod Ovčárnou †                             | Jilmy pod Ovčárnou                               | Slavkov pod Hostýnem 49°22′38″ s. š., 17°41′46″ v. d.             | jilm horský (5)                                                                                  | & Chyba ve výrazu: Neočekávaný operátor / Chyba ve výrazu: Neočekávaný operátor / Chyba ve výrazu: Neočekávaný operátor / Chyba ve výrazu: Neočekávaný operátor / Chyba ve výrazu: Neočekávaný operátor / Chyba ve výrazu: Neočekávaný operátor / Chyba ve výrazu: Neočekávaný operátor / Chyba ve výrazu: Neočekávaný operátor / Chyba ve výrazu: Neočekávaný operátor / Chyba ve výrazu: Neočekávaný operátor / Chyba ve výrazu: Neočekávaný operátor / Chyba ve výrazu: Neočekávaný operátor / Chyba ve výrazu: Neočekávaný operátor / Chyba ve výrazu: Neočekávaný operátor / Chyba ve výrazu: Neočekávaný operátor / -1.0000-0 | 100815 Q26783295  |                                                                      | Pod vrcholem Hostýna, 100 m od hostince Ovčárna. Stromy jsou již odumřelé a jejich ochrana byla zrušena 22. července 2020.                                                                        |
| Ctiborův dub                                     | Ctiborův dub                                     | Střílky 49°7′50″ s. š., 17°14′2″ v. d.                            | dub zimní                                                                                        | 900 | 100859 Q11773736  | Kategorie „Ctiborův dub“ na Wikimedia Commons                        | Východně od zříceniny hradu Štřílky; zůstalo jen ztrouchnivělé a rozlomené torzo; pověst o Ctiborovi                                                                                              |
| Červený buk                                      |                                                  | Střílky 49°8′34″ s. š., 17°12′31″ v. d.                           | buk lesní nachový                                                                                | 525 | 100857 Q26786120  |                                                                      | V zámeckém parku poblíž budovy |
| Dřín u Vrbů                                      |                                                  | Střílky 49°8′39″ s. š., 17°12′47″ v. d.                           | dřín obecný                                                                                      | 225 | 100858 Q26786122  |                                                                      | Na zahradě u domu čp. 1, vlevo od silnice na kraji obce směrem od Kroměříže |
| Buk u mlýna                                      | Buk u mlýna                                      | Třebětice 49°18′36″ s. š., 17°32′3″ v. d.                         | buk lesní                                                                                        | 381 | 105489 Q26790066  |                                                                      | Na travnaté ploše u Benešova mlýna Třebětice čp. 32 vedle ovocného sadu |
| Jilm v zámeckém parku †                          |                                                  | Uhřice u Kroměříže                                                | jilm habrolistý                                                                                  | 641 | 100855            |                                                                      | V zámeckém parku za budovou |
| Lípa u hřbitova v Uhřicích                       |                                                  | Uhřice u Kroměříže 49°17′8″ s. š., 17°12′6″ v. d.                 | lípa malolistá                                                                                   | 641 | 100856 Q26786116  |                                                                      | Před hřbitovem u pomníku Panny Marie z r. 1747 |
| Těšanská lípa                                    | Těšanská lípa                                    | Velké Těšany 49°15′11″ s. š., 17°26′37″ v. d.                     | lípa malolistá                                                                                   | 470 | 100821 Q26786051  |                                                                      | Severně od obce u kříže s letopočtem 1851, při vyústění polní cesty na silnici Velké Těšany-Těšnovice; Strom Kroměřížska 2003;                                                                    |
| Platan ve Věžeckém parku                         |                                                  | Věžky 49°17′5″ s. š., 17°16′55″ v. d.                             | platan javorolistý                                                                               | 650 | 100854 Q26786114  | Kategorie „Platan ve Věžkách“ na Wikimedia Commons                   | V zámeckém parku ve Věžkách |
| Lípa ve Vítonicích                               |                                                  | Vítonice u Bystřice pod Hostýnem 49°26′46″ s. š., 17°41′37″ v. d. | lípa velkolistá                                                                                  | 365 | 100853 Q26786111  |                                                                      | Za zahradou domu čp.16 |
| Lipky svobody                                    |                                                  | Zdounky 49°12′59″ s. š., 17°19′29″ v. d.                          | lípa malolistá (5)                                                                               | & Chyba ve výrazu: Neočekávaný operátor / Chyba ve výrazu: Neočekávaný operátor / Chyba ve výrazu: Neočekávaný operátor / Chyba ve výrazu: Neočekávaný operátor / Chyba ve výrazu: Neočekávaný operátor / Chyba ve výrazu: Neočekávaný operátor / Chyba ve výrazu: Neočekávaný operátor / Chyba ve výrazu: Neočekávaný operátor / Chyba ve výrazu: Neočekávaný operátor / Chyba ve výrazu: Neočekávaný operátor / Chyba ve výrazu: Neočekávaný operátor / Chyba ve výrazu: Neočekávaný operátor / Chyba ve výrazu: Neočekávaný operátor / Chyba ve výrazu: Neočekávaný operátor / Chyba ve výrazu: Neočekávaný operátor / -1.0000-0 | 100847 Q26783301  |                                                                      | Uprostřed pastviny na svahu vrchu Světlá, po pravé straně silnice na Bunč; obvod kmenů od 150 cm do 290 cm                                                                                        |
| Lipová alej na Světlé                            | Lipová alej na Světlé                            | Zdounky 49°12′39″ s. š., 17°20′6″ v. d.                           | lípa malolistá (138)                                                                             | & Chyba ve výrazu: Neočekávaný operátor / Chyba ve výrazu: Neočekávaný operátor / Chyba ve výrazu: Neočekávaný operátor / Chyba ve výrazu: Neočekávaný operátor / Chyba ve výrazu: Neočekávaný operátor / Chyba ve výrazu: Neočekávaný operátor / Chyba ve výrazu: Neočekávaný operátor / Chyba ve výrazu: Neočekávaný operátor / Chyba ve výrazu: Neočekávaný operátor / Chyba ve výrazu: Neočekávaný operátor / Chyba ve výrazu: Neočekávaný operátor / Chyba ve výrazu: Neočekávaný operátor / Chyba ve výrazu: Neočekávaný operátor / Chyba ve výrazu: Neočekávaný operátor / Chyba ve výrazu: Neočekávaný operátor / -1.0000-0 | 100846 Q26790820  |                                                                      | Po obou stranách silnice Zdounky-Bunč, od statku Světlá k lesu v délce asi 1000 m, zbytek barokního ozelenění silnic; obvod kmenů od 260 cm do 370 cm                                             |
| Čechova lípa                                     |                                                  | Žalkovice 49°22′20″ s. š., 17°26′10″ v. d.                        | lípa malolistá                                                                                   | 337 | 100852 Q26786109  |                                                                      | Před kostelem; spojená s pobytem Svatopluka Čecha v obci r. 1881 |
| Lípa u Vendelína                                 |                                                  | Žeranovice 49°17′58″ s. š., 17°36′5″ v. d.                        | lípa malolistá                                                                                   | 325 | 100851 Q26786106  |                                                                      | Vlevo u silnice z Holešova do Žeranovic u sochy sv. Vendelína (v databázi AOPK ČR uveden jako Florián) s datem 1760, v současnosti již jen pahýl                                                  |
| Lípa U Kapličky                                  |                                                  | Žopy 49°20′1″ s. š., 17°36′10″ v. d.                              | lípa velkolistá                                                                                  | 426 | 100822 Q26786055  |                                                                      | Na začátku obce po levé straně silnice z Holešova, na travnatém prostranství u kapličky |